# Perth Heat
Uniformes
Le Perth Heat est un club de baseball australien fondé en 2009 à Perth en Australie-Occidentale. Les matchs à domicile se jouent au Baseball Park.
Le Heat évolue en Ligue australienne de baseball depuis 2010. En saison inaugurale, il remporte le titre en dominant les Adelaide Bite en Série finale.

## Histoire
La franchise est fondée en 2009 avec le retour de la Ligue australienne de baseball.
À la suite d'une compétition lancée pour laisser les fans choisir les noms des franchises, la Name Your ABL Team, Perth prend le nom de Heat, gardant le même nom que la franchise de l'état d'Australie-Occidentale qui évoluait en Claxton Shield et dans la défunte Ligue australienne.

## Managers
Le premier et actuel manager de la franchise est l'américain Brooke Knight, ancien joueur de Ligue majeure et manager en Ligue mineure aux États-Unis.

## Saisons
- 2010-2011: 2e en saison régulière, vainqueur en Série finale.

## Trophées et honneurs individuels
- MVP de la Série finale: Benjamin Moore[6].

## Médias
La radio sportive de Perth Now SportFM commente les matchs du Perth Heat.
Fox Sports retransmet la Série finale opposant le Heat à Adélaïde.